# Čarovina
Čarovina (Servisch cyrillisch Чаровина) is een plaats in de Servische gemeente Tutin. De plaats telt 238 inwoners (2002).